# 제프 킬리
제프 킬리(영어: Geoff Keighley, 1978년 6월 24일 ~ )는 캐나다의 비디오 게임 저널리스트이다. 비디오 게임 쇼 게임트레일러스 TV를 진행하고 있다. Kotaku에 작품을 게재한 프리랜서 작가로도 활동했다. 킬리는 스파이크 비디오 게임 어워즈의 총괄 프로듀서였으며 2014년 첫 번째 행사부터 더 게임 어워즈의 총괄 프로듀서이자 진행자로 활동하고 있다.